# Artem Dolgopyat
Artem (Artiom) Dolgopyat (n. 16 iunie 1997, Dnipropetrovsk, Ucraina) este un gimnast artistic  israelian, medaliat olimpic. A participat la o ediție a Jocurilor Olimpice (2020) la care a câștigat o medalie de aur.
Este unul din cei mai însemnați sportivi din istoria Israelului.

## Biografie
S-a născut în 1997 la Dnipropetrovsk în Ucraina, ca fiu al lui Oleg Dolgopyat, un fost gimnast de origine evreiască, și al Angelei născută Bilan, de origine ucraineană. A emigrat în Israel la vârsta de 12 ani, locuind la început la Lod, apoi la Rishon Letzion Părinții săi au divorțat în 2012. 
În cadrul echipei de gimnastică a clubului Maccabi Tel Aviv, Dolgopyat a urmat antrenamente cu antrenorul Serghei Vaisburg. El a invatat la Liceul Shevah Mofet din Tel Aviv , pe care nu l-a terminat din cauza dificultăților de limbă și  poverii antrenamentelor. Ulterior a studiat la Universitatea din Tel Aviv. A efectuat serviciul militar obligatoriu la Tel Hashomer. 
În 2024 s-a căsătorit cu Mașa Sakovici, traducătoare, și locuiește la Netanya.